# Don Ward (hockey sur glace)
Donald Joseph Ward (né le 19 octobre 1935 à Sarnia dans la province de l'Ontario au Canada — mort le 6 janvier 2014 à Shoreline dans l'état de Washington aux États-Unis) est un joueur canadien de hockey sur glace.

## Biographie
Il est le père du joueur de hockey de la LNH, Joe Ward.